# Хомяков, Анатолий Петрович
Анатолий Петрович Хомяков (29 мая 1935 — ?) — советский футболист, вратарь, мастер спорта СССР.
В командах мастеров — с 1957 года. Выступал в классе «Б» за «Волгу» Тверь (1958), СКВО Одесса (1959), «Труд» Ногинск (1960), «Знамя Труда» Орехово-Зуево (1962—1963).
В 1962 году с командой «Знамя Труда» дошёл до финала Кубка СССР, в котором из-за технической ошибки уже на 5-й минуте матча позволил сопернику из донецкого «Шахтёра» забить гол и был заменен в перерыве на Вадима Никифорова.

## Достижения
«Знамя Труда»
Финалист Кубка СССР: 1962